# 服部淳司
服部 淳司（はっとり あつし、1946年（昭和21年）12月7日 - )は、日本の経営者。名鉄急配元取締役社長。名鉄運輸元専務である。

## 経歴・人物
山口大学経済学部を卒業。1981年（昭和56年）4月に名鉄に入社。2007年（平成19年）6月に同社取締役品質管理部長、2008年（平成20年）5月に名鉄急配取締役社長また、名鉄同役経営管理統括 兼 人事部長から同社同役同統括に就任。
同年6月に同社同役営業部長 兼 品質管理部。2009年（平成21年）6月に同社取締役から同社同役（非常勤）を歴任。2012年（平成24年）6月同社取締役を退任した。

## 業績
東海名鉄運輸と名鉄急配を合併化した。